# Read-York CG-12
El Read-York CG-12 fue un planeador de transporte estadounidense de la Segunda Guerra Mundial, diseñado para el Ejército de los Estados Unidos.

## Diseño y desarrollo
El CG-12 fue un gran planeador de transporte con capacidad de acomodo para 30 soldados. Se ordenaron dos ejemplares (números de serie 42-68304/68305) el 24 de septiembre de 1942, junto con una célula de pruebas estáticas; pero el programa fue cancelado el 5 de noviembre de 1943, tras realizarse pruebas de túnel de viento con maquetas. La célula de pruebas estáticas, entregada el 27 de julio de 1943, no pasó las pruebas estructurales.

## Operadores
Estados Unidos
- Fuerzas Aéreas del Ejército de los Estados Unidos

## Especificaciones (CG-12)

### Características generales
- Tripulación: Dos (piloto, copiloto)
- Capacidad: 28 soldados
- Carga: 3757 kg
- Longitud: 21,3 m (70 ft)
- Envergadura: 34,1 m (112 ft)
- Peso vacío: 4241 kg (9347,2 lb)
- Peso cargado: 7997 kg (17 625,4 lb)

### Rendimiento
- Velocidad nunca excedida (Vne): 241 km/h (150 MPH; 130 kt)

## Aeronaves relacionadas

### Secuencias de designación
- Secuencia CG-_ (Planeadores de Carga del USAAC/USAAF, 1941-1948): ← CG-9 - CG-10 - CG-11 - CG-12 - CG-13 - CG-14 - CG-15 →